# Hesthesis divergens
Hesthesis divergens är en skalbaggsart som beskrevs av Carter 1933. Hesthesis divergens ingår i släktet Hesthesis och familjen långhorningar. Inga underarter finns listade i Catalogue of Life.